# Равшана Куркова
Равшана Бахрамовна Куркова (узб. Ravshana Bahromovna Kurkova), рођена као Матчанова (узб. Matchanova; Ташкент, 22. августа 1980), руска је позоришна, телевизијска и филмска глумица.

## Биографија
Равшана Бахрамовна Матчанова рођена је у узбекистанској глумачкој породици. Њен отац је Бахрам Еркинович Матчанов, позоришни глумац, мајка Рано Кубаева, глумица и режисерка, а ујак Рауф Кубаев режисер и сценариста. Похађала је једну од најпрестижнијих музичких школа у средњој Азији, Музичку школу „Успенски“ у Ташкенту. Име Равшана добила је по свом другом ујаку, Равшану, који је преминуо од последица срчаног удара, нешто пре њеног рођења. Родитељи су јој се развели када је била стара три године, па је, према њеним речима, очинску фигуру у њеном одрастању преузео деда, док је баба по мајци имала велики утицај на њено васпитање.
У осмом разреду родитељи су је пребацили у Ташкентску гимназију, огранак Универзитета у Лондону, где је све предмете слушала на енглеском језику. Крајем деведесетих година 20. века, Равшана се преселила у Москву, где је уписала Филолошки факултет Московског државног педагошког универзитета.
Презиме Куркова Равшана Бахрамовна је преузела од свог првог супруга, Семјона Куркова. Пар се разишао након губитка бебе, услед њеног побачаја у петом месецу трудноће. Са својим другим супругом, Артемом Ткаченком, била је у браку од 2004. до 2008. године. Након развода су остали у добрим односима. Везу са продуцентом, Илијом Бачурином, отпочела је 2012, а крајем наредне изабрани су за пар године према руској верзији магазина Гламур. Раскинули су након четири године. Недуго после раскида са Бачурином, Куркова је била повезана са двадесетдвогодишњим продуцентом Иваном Корнејевим, који је важио за заштитно лице телевизијске рекламе, у улози Пинокија. Године 2017, медији су писали о удаји Куркове за колегу Станислава Румјанчева, иначе глумца и каскадера, ког је упознала током рада на представи Црни руски.

## Телевизијска и филмска каријера
Са 12 година старости, Равшана се појавила у уметничкој драми Рашида Маликова Мистерија паприка (узб. Qirq Quloq Siri), снимљеном 1992. године у студију Узбекфилм. Након добијања дипломе вишег образовања, радила је на телевизији као уредница ток шоуа и помоћница редитеља. Слушала је предавања у оквиру курсева режије и увежбавала глумачке способности под водством Татјане Пишнове, учитељице Школе за позориште Шепкин. Током своје каријере остварила је велики број улога у телевизијским и филмским остварењима. У остварењу (рус. Искушение святого Тыну) из 2009. Курковој је припала улога Надежде, главног женског лика у филму. Равшана је тумачила улогу Мавлиуде Едгарове, становнице Самарканда, која има докторат, али је морала да се запосли као домар у Москви, где је дошла да тражи несталу особу, у телевизијској серији од 12 епизода, под називом (рус. А у нас во дворе…), у режији Олге Музалеве. У остварењу (рус. Про любовь), као и наставку тог филма (рус. Про любовь. Только для взрослых), Куркова је тумачила лик полицајке. Такође, играла је насловну улогу у филму (рус. Детки напрокат), у ком јој партнера глуми бивши супруг, Артем Ткаченко. Појавила се и у пројекту Балканска међа, српско-руске продукције. Филм је премијерно приказан 15. марта 2019. у Москви, док је у Србији први пут приказан у Сава центру, четири дана касније. Током припрема за снимање филма, Куркова је прошла посебне кондиционе тренинге, док је за исте потребе научила и да користи различите врсте оружја.

## Рад у позоришту
Равшана Куркова је активна и као позоришна глумица. Била је ангажована у драми „Собе“, Олега Глушкова, премијерно изведеној 2010. године.
Главне улоге одиграла је у позоришној продукцији Ивана Вирипајева Неподношљиво дуги загрљаји и Илузије у московском театру Практика.
Године 2016, премијерно је изведен трилер Црни руски, рађен по роману Дубровски, Александра Сергејевича Пушкина. Равшани је додељена главна женска улога, Маша Троекурова, док је улога Дубровског припала њеном бившем мужу, Артему Ткаченку.
Куркова је свој ангажман остварила и у Националном театру, где је дебитовала улогом у представи Иранска конференција, априла 2019.

## Остали пројекти
Од 2014. до 2016. године, Равшана је сарађивала са познатим италијанским брендовима „Интимисими“ и „Калцедонија“. Као званични изасланик „Калцедоније“, Куркова је представља Русију на летњој изложби у Верони. Као фото модел појавила се у више руских часописа, а 2016. сликала се обнажена за мушки магазин GQ. Тако се по први пут у јавности приказала без одеће, што је претходно одбијала у кинематографским остварењима.

## Улоге

### Филмографија
| Улоге Равшане Куркове |                |               |                  |          |
| Година                | Српски назив   | Изворни назив | Улога            | Напомена |
| 1992.                 |                |               | Нигора           |          |
| 2002.                 |                |               | Наташа           |          |
| 2006.                 |                |               |                  |          |
| 2007.                 |                |               | Маја             |          |
| 2007.                 |                |               | Вика             |          |
| 2007.                 |                |               | Рита             |          |
| 2007.                 |                |               | Зоја Одинцова    |          |
| 2008.                 |                |               | Светлана Рогова  |          |
| 2008.                 |                |               |                  |          |
| 2008.                 |                |               | циганка Лејла    |          |
| 2009.                 |                |               | Надежда          |          |
| 2009.                 |                |               | Сана             |          |
| 2009.                 |                |               | Алиса Баљева     |          |
| 2009.                 |                |               | Каби             |          |
| 2009.                 |                |               | Анжела           |          |
| 2009.                 |                |               | Елена            |          |
| 2010.                 |                |               | компјутерашица   |          |
| 2010.                 |                |               | Вера, наркоманка |          |
| 2010.                 |                |               | Карменсита       |          |
| 2011.                 |                |               | Анжела Конкулова |          |
| 2011.                 |                |               | Бони             |          |
| 2011.                 |                |               | Марго            |          |
| 2011.                 |                |               | Нели             |          |
| 2012.                 | Маме           |               | Кристина         |          |
| 2012.                 |                |               | Габријела Пазети |          |
| 2012.                 |                |               | Арина            |          |
| 2013.                 |                |               | Алиса            |          |
| 2013.                 |                |               | Ања              |          |
| 2013.                 |                |               | Маги             |          |
| 2014.                 |                |               | Олга             |          |
| 2014.                 |                |               |                  |          |
| 2014.                 |                |               | Алина            |          |
| 2015.                 |                |               |                  |          |
| 2015.                 |                |               | Евгенија         |          |
| 2015.                 |                |               | полицајка        |          |
| 2015.                 | Без граница    |               | Камила           |          |
| 2016.                 |                |               |                  |          |
| 2016.                 |                |               |                  |          |
| 2017.                 |                |               | полицајка        |          |
| 2017.                 |                |               | Уљана            |          |
| 2017.                 |                |               |                  |          |
| 2017.                 |                |               | Елена            |          |
| 2018.                 |                |               |                  |          |
| 2018.                 |                |               | Фарида           |          |
| 2018.                 |                |               | Роксана Куркина  |          |
| 2019.                 |                |               | Стела            |          |
| 2019.                 | Балканска међа |               | Вера             |          |

### Позоришне представе
| Позориште           | Наслов                      | Редитељ        | Улога           |
| ------------------- | --------------------------- | -------------- | --------------- |
| Антреприза (Москва) | Пластическая драма «Rooms»  | Олег Глушков   |                 |
| Практика (Москва)   | «Невыносимо долгие объятия» | Иван Вирипајев |                 |
| Практика (Москва)   | «Иллюзии»                   | Иван Вирипајев |                 |
| Дом Спиридонова     | «Чёрный русский»            | Максим Диденко | Маша Троекурова |
| Национални театар   | «Иранская конференция»      | Виктор Ржаков  |                 |